# Hamburg Ballett

Das Logo der Kompanie

Das Hamburg Ballett ist eine deutsche Ballettkompanie, die in der Spielzeit 2022/23 ihr 50. Jubiläum unter dem Ballettintendanten und Chefchoreographen John Neumeier feierte. Die Aufführungen des Hamburg Ballett finden hauptsächlich in der Hamburgischen Staatsoper statt, während sich die Trainings- und Ausbildungsstätte im „Ballettzentrum Hamburg – John Neumeier“ in Hamburg-Hamm befindet. Zudem zeichnet sich die Kompanie durch eine rege Gastspieltätigkeit im In- und Ausland aus.

## Geschichte
Am 16. August 1973 übernahm John Neumeier den Posten des Ballettdirektors und Chefchoreografen der Ballettabteilung der Hamburgischen Staatsoper, der ihm von dem Intendanten August Everding angeboten worden war. Damals konzentrierte sich das gesamte Leben der Kompanie auf die Staatsoper, da sich dort auch die Probensäle befanden.
Den ersten Auftritt unter der neuen Leitung hatte die Ballettkompanie am 9. September 1973 mit einer Ballett-Werkstatt zum Thema „Klassische Technik in der modernen Choreografie“, später sollten sich die Ballett-Werkstätten zum Markenzeichen des Hamburg Ballett entwickeln. Am 30. September 1973 folgte der erste Ballettabend in der Hamburgischen Staatsoper mit „Divertimento Nr. 15“, „Allegro Brillante“, „Désir“ und „Jeu de cartes“.
Im Januar 1974 tanzte das Hamburg Ballett seine erste Premiere: „Romeo und Julia“ in der Choreografie John Neumeiers, der zusammen mit Marianne Kruuse das Liebespaar verkörperte. Im Jahr des 40. Jubiläums wurde das Ballett nach der Musik Sergej Prokofjews am 11. April 2013 wieder aufgenommen. Im Mai 1974 geschah mit „Meyerbeer – Schumann“ die erste Uraufführung eines Balletts von John Neumeier in Hamburg. Es erzählt die Geschichte der Komponisten Giacomo Meyerbeer und Robert Schumann – die Hauptrollen wurden damals von Max Midinet (Meyerbeer) und François Klaus (Schumann) getanzt.
Im Juni 1974 wurde die Kompanie des Hamburg Ballett zum ersten Mal zu einem Gastspiel eingeladen und tanzte im Rahmen des „XXIII. Festival Internacional de Musica y Danza“ in Granada (Spanien). Tourneen gehören seitdem zum festen Bestandteil des Hamburg Balletts. In den 40 Jahren war die Kompanie insgesamt in 29 Ländern und auf vier Kontinenten unterwegs: beispielsweise in Frankreich, Russland, China und Brasilien.
Vom 14. bis zum 22. Juni 1975 fanden die ersten „Hamburger Ballett-Tage“ statt, die sich, wie auch die „Nijinsky-Gala“ (zum ersten Mal am 22. Juni 1975) zu einer Tradition des Hamburg Ballett entwickelten.
Am 1. Januar 1978 gründete John Neumeier die Ballettschule des Hamburg Ballett, die zunächst ebenfalls in den Räumen der Staatsoper untergebracht war, ehe sie vier Jahre später zunächst in den Bierpalast am Dammtor und am 23. September 1989 ins neu eröffnete Ballettzentrum Hamburg nach Hamm umzog. Dort gibt es auch die Möglichkeit, dass Schüler im angegliederten Internat leben. Unter einem Dach trainieren auf diese Weise das Ensemble, die Schüler der Ballettschule und das 2011 gegründete „Bundesjugendballett“. Mittlerweile besteht die Compagnie zu über 80 % aus Absolventen der Ballettschule.
Am 1. August 2024 trat der Choreograf Demis Volpi Neumeiers Nachfolge als Intendant an. Nach der Amtsübernahme kam es zu erheblichem Unmut in der Kompanie: Fünf Erste Solisten kündigten aus Protest gegen qualitative Einbußen und mangelnde Wertschätzung. In einem Brief an Kultursenator Carsten Brosda äußerten rund 30 Kompaniemitglieder im Mai 2025 Kritik an der künstlerischen Leitung, schlechter Kommunikation und fehlender Präsenz Volpis. Kurz darauf erhoben auch 17 derzeitige und ehemalige Tänzer aus Düsseldorf – Volpis früherem Wirkungsort – schwere Vorwürfe gegen ihn und berichteten von einem Klima der Angst, mangelnder Transparenz und abwertendem Verhalten und bestätigten damit die Erfahrung eines toxischen Arbeitsumfelds unter Volpi. Volpi weist die Vorwürfe zurück.

## Repertoire
Im Laufe der 50 Jahre hat das Hamburg Ballett ein breit gefächertes Repertoire entwickelt, das hauptsächlich aus Choreografien John Neumeiers besteht. Im Laufe der Zeit wurden 120 Choreographien des Ballettdirektors getanzt. Dessen Hauptinteresse ist es, neue, zeitgenössische Formen in Verbindung mit der klassischen Ballett-Tradition zu kreieren.

### Bühne
Deshalb bilden die Neufassungen abendfüllender Handlungsballette einen Schwerpunkt John Neumeiers Arbeit. Darunter fallen Werke wie „Der Nussknacker“ (1971), „Illusionen – wie Schwanensee“ (1976), „Dornröschen“ (1992), „Giselle“ (2000) und das für die Pariser Oper geschaffene Ballett „Sylvia“ (1997).
Im Repertoire des Hamburg Balletts findet sich eine Vielzahl an Choreografien zu Orchestermusik allen voran „Dritte Sinfonie von Gustav Mahler“ (1975). Zusammen mit weiteren Balletten zur Musik von Mahler bilden Neumeiers Choreografien einen Zyklus. Zudem hat John Neumeier Johann Sebastian Bachs „Matthäus-Passion“ (1980) und „Weihnachtsoratorium“ (Part I-III 2007, Part I-VI 2013), Wolfgang Amadeus Mozarts „Requiem“ (1991) und Georg Friedrich Händels „Messiah“ (1999) tänzerisch gestaltet. Des Weiteren wurden verschiedene Komponisten mit Kompositionen für John Neumeiers Ballette beauftragt. Zu ihnen zählt Alfred Schnittke, der die Musik zu „Peer Gynt“ (1989) beisteuerte, und Lera Auerbach. Sie komponierte die Musik zu „Préludes CV“ (2003) und „Die Kleine Meerjungfrau“ (2005).
Des Weiteren tanzt die Kompanie Ballette nach Werken der Weltliteratur. So die für Marcia Haydée geschaffenen Literaturballette „Die Kameliendame“ (1978), „Endstation Sehnsucht“ (1983) und die Adaptionen von Henrik Ibsens „Peer Gynt“, Homers „Odyssee“ (1995) oder Anton Tschechows „Die Möwe“ (2002). Jüngst verarbeitete John Neumeier Ferenc Molnárs „Liliom“ (2011). Große Aufmerksamkeit schenkt der Choreograph den Werken William Shakespeares. In der Auseinandersetzung mit der literarischen Vorlage entstanden: „Hamlet“ (1985), „Romeo und Julia“ (1971), „Ein Sommernachtstraum“ (1977), „VIVALDI oder Was ihr wollt“ (1996) sowie „Wie es euch gefällt“ (1985). Zum Auftakt der Spielzeit 2013/14 wird John Neumeiers Ballett „Othello“ (1985) nach William Shakespeares Drama wiederaufgenommen und erstmals auf der Bühne der Hamburgischen Staatsoper präsentiert.
Ein weiterer wichtiger Aspekt in John Neumeiers künstlerischem Schaffen ist die Auseinandersetzung mit dem Genre Musical. So inszenierte er Leonard Bernsteins „West Side Story“ (1978) und „On the Town“ (1991). Zudem entwickelte er eine rhapsodische Form, die sich zum Beispiel in der Ballettrevue „Shall we dance?“ (1986) und in „Bernstein Dances“ (1998) zeigte.
Doch das Hamburg Ballett tanzt nicht ausschließlich Kreationen von John Neumeier. Neben Balletten von Mats Ek, Maurice Béjart und George Balanchine, zählten auch Rekonstruktionen historischer Choreografien, beispielsweise Vaslav Nijinskys „Le Sacre du printemps“ nach Millicent Hodson, zum Repertoire. In der Spielzeit 2010/11 kamen die Werke „Dances at a Gathering“ und „The Concert“ von Jerome Robbins dazu, die als „Chopin Dances“ einen Ballettabend bilden. 2012 feierte das Ballett „Renku“ Premiere, das von den Kompaniemitgliedern Yuka Oishi und Orkan Dann nach einer japanischen Gedichtform choreografiert wurde. Im selben Jahr wurde eine Neuproduktion von John Crankos „Onegin“ vom Hamburg Ballett präsentiert.

### Verfilmungen
Eine Filmfassung von John Neumeiers „Die Kameliendame“ wurde am 26. September 1987 uraufgeführt, die Hauptrollen tanzten Marcia Haydée (Marguerite) und Ivan Liška (Armand Duval). Darüber hinaus filmten der NDR und das ZDF vier von John Neumeiers Balletten: „Dritte Sinfonie von Gustav Mahler“, „Wendung“ – Streichquintett C-Dur von Franz Schubert, „Kinderszenen“ und „Othello“. Zudem sind „Illusionen – wie Schwanensee“, „Tod in Venedig“ und die „Matthäus-Passion“ mit Tänzern des Hamburg Ballett aufgezeichnet.

## Besonderheiten

### Ballett-Werkstätten
Die Ballett-Werkstätten, die seit 1973 mehrmals pro Spielzeit in der Hamburgischen Staatsoper gezeigt werden, finden traditionell an einem Sonntag-Vormittag statt. John Neumeier spricht dabei über ein von ihm gewähltes Thema, welches er durch eine Probe mit der Kompanie verdeutlicht. So erklärt er dem Publikum seine Schaffensprozesse, greift aber auch andere Themen auf, beispielsweise: „Die Petipa-Ära“ (1978), „Wiederaufnahme eines Ballett – Kopie oder Kreation“ (1987) oder „Getanzte Gewalt“ (1988). Neuere trugen Titel wie „Orpheus und…“, „Die Kleine Meerjungfrau taucht wieder auf“ oder „Debüt“. Eine vierteilige Ballettwerkstatt machte die Arbeit der Hauptsolisten der 80er Jahre wie Marianne Kruuse, Ivan Liška und Kevin Haigen für ein breiteres Publikum öffentlich, indem sie vom NDR aufgezeichnet wurde. Vier weitere Werkstätten wurden 1982 fürs Fernsehen produziert. In der Spielzeit 2012/13 bietet John Neumeier mit der Kompanie zum 200. Mal dem Publikum Einblick in die Entwicklung seiner Ballette.

### Hamburger Ballett-Tage
Seit 1975 finden jährlich zum Ende der Spielzeit die Hamburger Ballett-Tage in der Hamburgischen Staatsoper statt. Sie beginnen in der Regel mit der Premiere eines neuen Balletts und enden mit der „Nijinsky-Gala“. Diese Widmung an Vaslav Nijinsky ist mit John Neumeiers langjähriger Faszination und Auseinandersetzung mit dem Ausnahmetänzer der Ballets Russes zu erklären. Traditionsgemäß gibt während der Ballett-Tage auch eine andere renommierte Ballettkompanie ein Gastspiel an der Hamburgischen Staatsoper. 2010 beispielsweise das Tokyo Ballett, 2013 das Bayerische Staatsballett sowie Les Ballets de Monte Carlo. In der Spielzeit 2013/14 ist das Nederlands Dans Theater aus Den Haag zu Besuch in der Hansestadt.

### Ballettzentrum Hamburg – John Neumeier

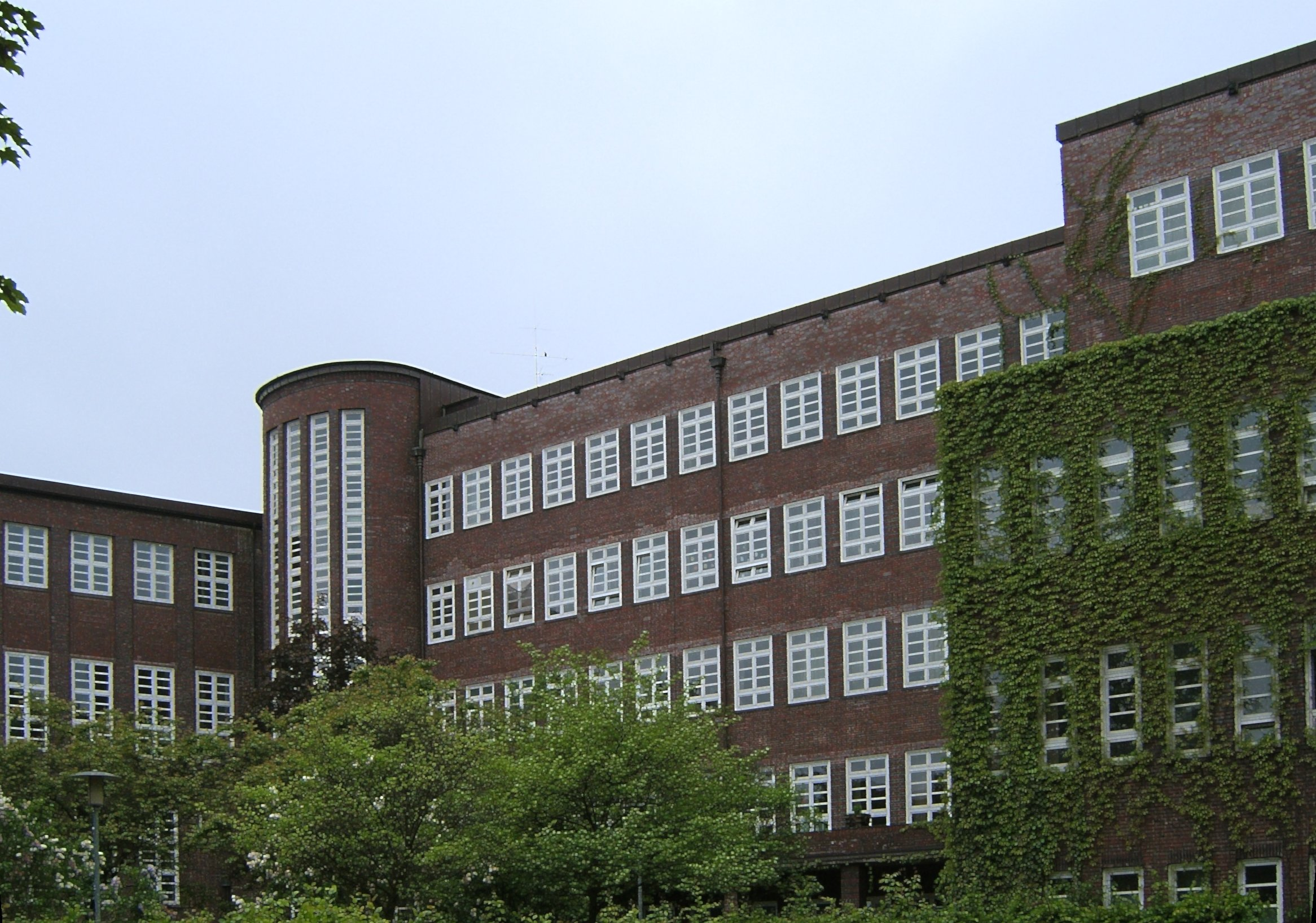
Das Ballettzentrum John Neumeier in Hamburg-Hamm

Die Ballettschüler werden im Ballettzentrum Hamburg unterrichtet, das früher die „Oberrealschule für Mädchen an der Caspar-Voght-Straße“ (OCV) war und eines der letzten Gebäude des Hamburger Architekten und Stadtbaumeisters Fritz Schumacher ist. In den insgesamt neun Ballettsälen trainieren und proben sowohl die Ensemblemitglieder, als auch die Schüler. Zusätzlich ist das Internat mit Platz für 35 Jugendliche in diesem Gebäude untergebracht.
Die internationalen Jugendlichen im Alter von 10 bis 18 Jahren werden für den Bühnentanz ausgebildet, wobei der Fokus auf dem klassisch-akademische Tanz liegt. Dazu kommt Unterricht in moderner Tanztechnik, Tanz-Komposition und Folklore, wobei körperliche Eignung, rhythmische Begabung, tänzerische Veranlagung, Improvisationstalent und eine dem Alter entsprechende Ballett-Technik Aufnahmekriterien sind. Die Aufnahmeprüfungen finden jedes Jahr im Frühling statt. Das Mindestalter für die Vorschule beträgt 7 bis 9 Jahre, für die Ausbildungsklassen 10 bis 16 Jahre und für die Theaterklassen 16 bis 18 Jahre, wobei Jungen bis 19 Jahren vortanzen können. Finanziell und ideell wird die Schule von den Vereinen „Freunde des Ballettzentrums Hamburg“ und „Ballettfreunde Hamburg“ unterstützt.
Das Ballettzentrum ist zugleich Sitz des ersten deutschen „Bundesjugendballetts“, das 2011 von John Neumeier gegründet wurde, aber nicht zum Hamburg Ballett gehört.

## Die Stiftung John Neumeier
Die Stiftung John Neumeier wurde am 23. Februar 2006 gegründet. Sie ist der dritte Schwerpunkt des künstlerischen Schaffens John Neumeiers neben der Hamburgischen Staatsoper und dem Ballettzentrum. Die Stiftung unter dem Kurator Hans-Michael Schäfer dient der Wissenschaft, Forschung und Dokumentation. Das Ziel der Stiftung ist es, die umfangreiche Tanz- und Ballettsammlung von John Neumeier für die Nachwelt zu erhalten und der Öffentlichkeit zugänglich zu machen. Auf diese Weise soll auch das Lebenswerk John Neumeiers und damit vor allem seine Arbeit mit dem Hamburg Ballett dargestellt werden.

## Ensemble 2013/2014
Damals bestand das komplette Ensemble aus 58 Tänzern aus 22 Nationen sowie einer Gasttänzerin.

### Erste Solisten
Carolina Agüero, Silvia Azzoni, Hélène Bouchet, Leslie Heylmann, Anna Laudere, Anna Polikarpova, Thiago Bordin, Otto Bubeníček, Carsten Jung, Edvin Revazov, Alexandre Riabko, Lloyd Riggins, Ivan Urban

### Gasttänzer
Alina Cojocaru, Amilcar Moret Gonzales

### Solisten
Florencia Chinellato, Yuka Oishi, Patricia Friza, Silvano Ballone, Dario Franconi, Alexandr Trusch, Konstantin Tselikov, Kiran West

### Gruppentänzer
Mayo Arii, Kristína Borbélyová, Hannah Coates, Yaiza Coll, Futaba Ishizaki, Xue Lin, Aurore Lissitzky, Ekaterina Mamrenko, Natalie Ogonek, Yun-Su Park, Zhaoqian Peng, Lucia Rios, Priscilla Tselikova, Sophie Vergères, Miljana Vracaric, Emanuel Amuchástegui, Braulio Alvarez, Jacopo Bellussi, Zachary Clark, Orkan Dann, Christopher Evans, Graeme Fuhrman, Marc Jubete, Marcelino Libao, Aleix Martínez, Florian Pohl, Lennart Radtke, Dale Rhodes, Sasha Riva, Thomas Stuhrmann, Lizhong Wang, Eliot Worrell

### Aspiranten
Hannah Beach, Winnie Dias, Emilie Mazon, Hayley Page, Aljoscha Lenz

## Ehemalige erste Solisten (Auswahl)
Hanni Vanhaiden (1966–67), François Klaus (1972–91), Truman Finney (1973–76), Max Midinet (1973–87), Beatrice Cordua (1973–86), Marianne Kruuse (1973–85), Ivan Lişka (1977–97), Kevin Haigen (1977–83), Colleen Scott (1978–91), Gigi Hyatt (1986–97), Jiří Bubeníček (1997–2006), Joëlle Boulogne (1999–2011)

## Ehemalige Gasttänzer (Auswahl)
Natalia Makarova, Manuel Légris, Roberto Bolle, Sylvie Guillem, Mikhail Baryschnikow, Darcey Bussell, Isabelle Ciaravola, Alina Cojocaru, Guillaume Coté, Patrick Dupond, Alessandra Ferri, Marie-Agnès Gillot, Marcia Haydée, Cynthia Harvey, Polina Semionova…